# Transformacja Mojette
Transformacja Mojette (wym. fr. /mɔʒɛt/) – dyskretna transformacja Radona. Charakteryzuje się wykorzystywaniem jedynie operacji dodawania i odejmowania. Jest także transformacją nadmiarową, co oznacza, że pozwala na wykorzystywanie nadmiaru informacji, przekazując ten nadmiar do rzutów transformacji.
Jest rozwijana od roku 1994 przez grupę „Image Video Communication” z École polytechnique de l'université de Nantes, która jest częścią CNRS IRCCyN.
Geometria dyskretna jest wykorzystywana w tej transformacji w celu zebrania informacji w postaci dyskretnego nośnika geometrycznego. Jest on następnie rzutowany za pomocą operatora Mojette w dyskretnych kierunkach w celu podziału danych pomiędzy te rzuty. 
W związku z możliwą nadmiarowością, zgromadzenie odpowiedniej ilości rzutów pozwala na rekonstrukcje danych początkowych w wyniku wykonania operacji odwrotnej transformacji Mojette.
Transformacja Mojette jest wykorzystywana w wielu różnych dziedzinach takich jak:
- tomografia komputerowa
- przesyłanie pakietów w sieciach komputerowych
- przechowywanie rozproszone obrazów
- cyfrowe znakowanie i szyfrowanie obrazów